# Doboka (Hunyad megye)

Doboka egy régi térképen

Doboka románul: Dăbâca, falu Romániában, Erdélyben, Hunyad megyében.

## Fekvése
Vajdahunyadtól délnyugatra, Gyalár, Hosdó és Valiora közt, a Cserna jobb partján fekvő település.

## Története
Doboka nevét 1464-ben említette először oklevél, mint a Csolnokosiak Mátyás királytól kapott új adományát. Későbbi névváltozatai: 1808-ban Dobokalunka ~ Lunkadoboka, 1888-ban és 1913-ban Doboka.
A trianoni békeszerződés előtt Hunyad vármegye Vajdahunyadi járásához tartozott. 1910-ben 384 lakosából 379 román, 5 német volt. Ebből 376 görögkeleti ortodox, 5 izraelita volt.